# Sabri Sarıoğlu
Sabri Sarıoğlu (* 26. Juli 1984 in Çarşamba) ist ein ehemaliger türkischer Fußballspieler. Durch seine langjährige Tätigkeit für Galatasaray Istanbul und als Eigengewächs wird er stark mit diesem Verein assoziiert. Auf Fan- und Vereinsseiten wird er als einer der bedeutendsten Spieler der Klubgeschichte aufgefasst.

## Karriere

### Verein
Sabri Sarıoğlu begann seine Karriere in der Saison 2001/02 bei Galatasaray. Zum Höhepunkt seiner Karriere zählen seine beiden Tore gegen Kayserispor am 34. Spieltag der Süper Lig 2005/06, die seinem Verein die Meisterschaft brachten. Bis zu diesem Zeitpunkt stand die türkische Meisterschaft nicht fest. Galatasaray Istanbul und Fenerbahçe Istanbul standen punktgleich an der Tabellenspitze, aber Fenerbahce hatte die bessere Tordifferenz. Durch das Unentschieden zwischen Fenerbahce und Denizlispor wurde der Sieg von Galatasaray am letzten Spieltag mit dem Meistertitel belohnt.
Nach der Saison 2016/17 wurde bekannt, dass der Vertrag mit Sabri nicht mehr verlängert werde. Sarıoğlu verließ Galatasaray nach 14 Jahren Spielzeit. Mitte Juli 2017 wechselte er zu Göztepe Izmir.

### Nationalmannschaft
Sabri gehörte seit 1999 zum Aufgebot türkischer Nachwuchsnationalteams. Mit der U-16-Auswahl nahm er 2001 an der U-16-Europameisterschaft in England teil, bei der das Team im Viertelfinale an Kroatien scheiterte.
Sabri Sarıoğlu gab sein A-Länderspieldebüt für die Türkei am 7. Oktober 2006 gegen Ungarn. Er nahm mit der Nationalmannschaft bei der Fußball-Europameisterschaft 2008 teil. Er bereitete im Halbfinale das Tor zum zwischenzeitlichen 2:2 gegen Deutschland vor.

## Erfolge
Galatasaray Istanbul
- Türkischer Meister: 2005/06, 2007/08, 2011/12, 2012/13,  2014/15
- Türkischer Pokalsieger: 2004/05, 2013/14, 2014/15, 2015/16
- Türkischer Supercupsieger: 2008, 2012, 2013, 2015, 2016
- Emirates-Cup-Sieger: 2013
- Viertelfinalist der UEFA Champions League: 2012/13

Nationalmannschaft
- Halbfinalist der Europameisterschaft: 2008